# Champoluc
Champoluc is een plaats (frazione) in de Italiaanse gemeente Ayas.